# 20992 Marypearse
20992 Marypearse è un asteroide della fascia principale. Scoperto nel 1985, presenta un'orbita caratterizzata da un semiasse maggiore pari a 2,337377 UA e da un'eccentricità di 0,240990, inclinata di 5,891352° rispetto all'eclittica. Ha un diametro di 4,099 km.